# Trosly-Loire
 Trosly-Loire  là một xã ở tỉnh Aisne, vùng Hauts-de-France thuộc miền bắc nước Pháp.